# Edificio La Unión
El Edificio La Unión (originalmente Edificio Montalegre) es un inmueble residencial de estilo racionalista y art déco, en la esquina de la Diagonal Norte (Av. Pte. Roque Sáenz Peña) y la calle Esmeralda, en el barrio de San Nicolás, ciudad de Buenos Aires, Argentina.

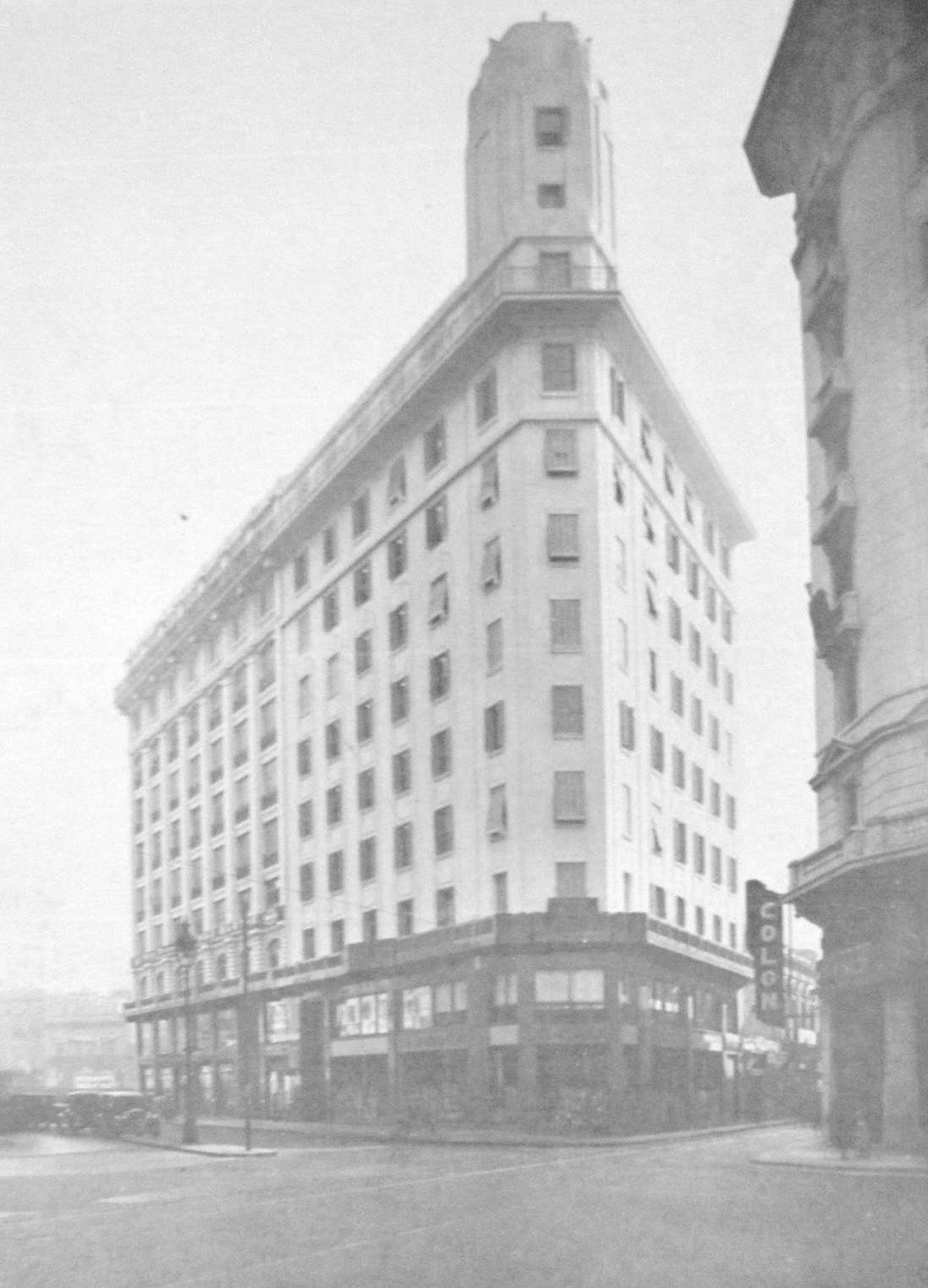
Vista en 1933

Fue proyectado por el prolífico estudio de los arquitectos Héctor Calvo, Arnoldo Jacobs y Rafael Giménez para la Sociedad Anónima Montalegre Ltda., con una fachada de líneas racionalistas (condicionado por la estricta reglamentación de frentes que rige la Diagonal Norte en toda su extensión) y una torre de influencia art déco en la ochava.
Posee un gran hall adornado en piedra con diseños geométricos característicos del art déco, y tres ascensores. La planta baja es ocupada por un local comercial, el entrepiso fue destinado a oficinas y los 8 pisos superiores, a departamentos de renta. La torre también fue pensada como una pequeña vivienda de dos pisos.

## Fuente
- Edificio de Renta "Montalegre", en "Revista de Arquitectura" n.º 150. Órgano oficial de la Sociedad Central de Arquitectos y Centro Estudiantes de Arquitectura. Junio de 1933. Buenos Aires, Argentina.

- Datos: Q5818174